# Benzotiofén
A benzotiofén aromás szerves vegyület, összegképlete C8H6S, szaga a naftalinéra hasonlít. A természetben a kőolaj eredetű üledékekben, például a barnaszénkátrányban fordul elő. A háztartásban nem használatos, főként az ipar és a kutatás alkalmazza.
A benzotiofén, mint heterociklusos vegyület a nagyobb, általában biológiailag aktív molekulák szintézisének kiindulási anyaga. Szerkezeti egységként előfordul például a raloxifen, zileuton, szertakonazol és a BTCP gyógyszer-hatóanyagokban. Felhasználják festékek, például a tioindigó gyártása során is.
Aromás volta miatt viszonylag stabil vegyület, ám mint heterociklus reaktív helyek is található rajta, melyek lehetővé teszik funkciós csoportok hozzákapcsolását.

## Fordítás
Ez a szócikk részben vagy egészben  a   Benzothiophene című angol Wikipédia-szócikk ezen változatának fordításán alapul.  Az eredeti cikk szerkesztőit annak laptörténete sorolja fel. Ez a jelzés csupán a megfogalmazás eredetét és a szerzői jogokat jelzi, nem szolgál a cikkben szereplő információk forrásmegjelöléseként.